# Nürtinger Vertrag

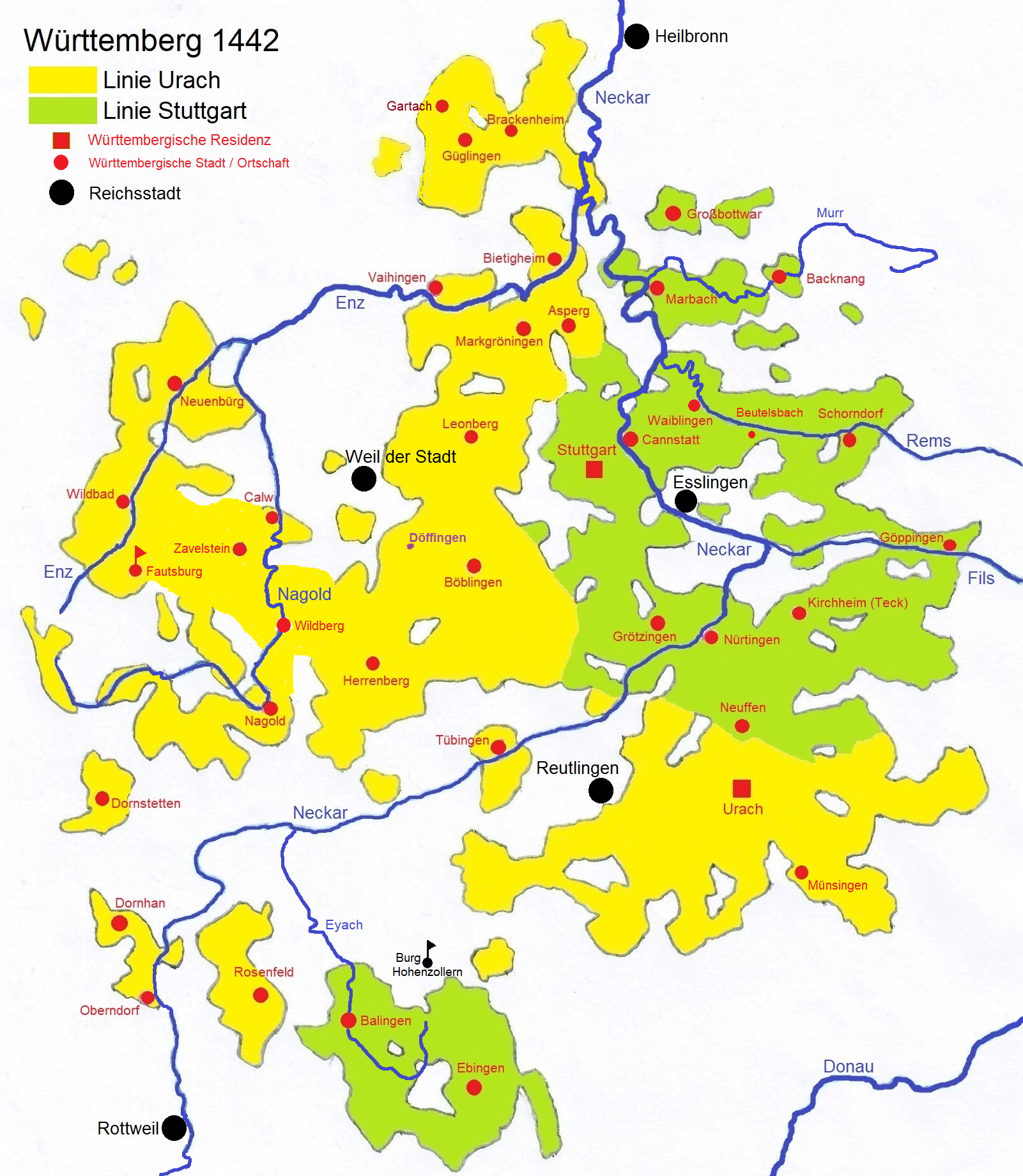
Württembergs ungefährer Gebietsstand rechts des Rheins im Jahre 1442 ohne Berücksichtigung der Gebiete links des Rheins

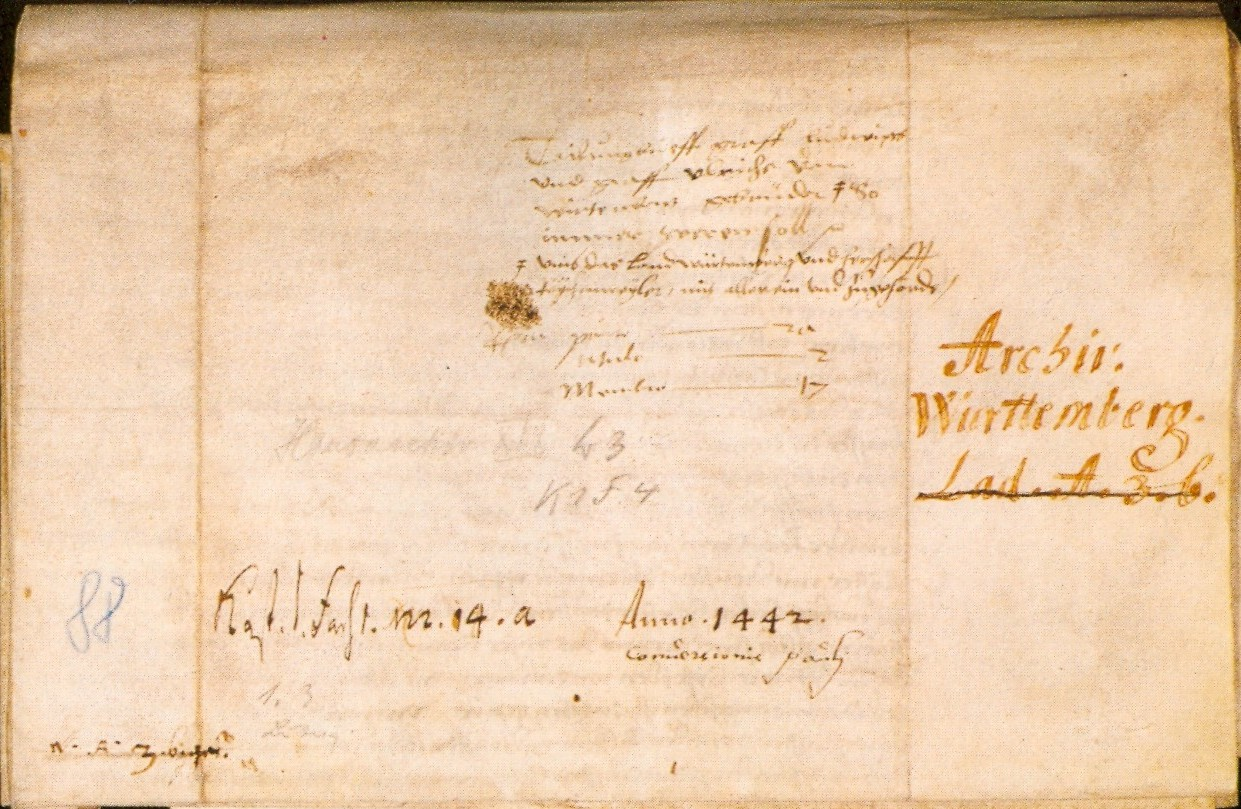
Nürtinger Vertrag 1442

Nach dem Tod von Graf Eberhard IV. von Württemberg († 1419) übernahm seine Frau Henriette von Mömpelgard gemeinsam mit württembergischen Räten die Vormundschaft für die beiden minderjährigen Söhne Ludwig und Ulrich. Graf Ludwig I. wurde bereits im Jahr 1426, mit 14 Jahren,  für mündig erklärt, womit er alleine die Regierungsgeschäfte übernahm, bis sein Bruder, Graf Ulrich V., 1433 zur Mitregierung zugelassen wurde. Nach einigen Jahren der gemeinsamen Regierung setzte Ulrich im Jahr 1441 nach seiner Hochzeit mit Margarete von Kleve (1416–1444) die Teilung des Landes durch, die am 23. April 1441 beurkundet wurde. Ulrich erhielt den östlichen und nördlichen Landesteil mit der Residenzstadt Stuttgart, Ludwig den westlichen und südlichen Landesteil mit der Residenzstadt Urach. 
Mit dem Nürtinger Vertrag vom 25. Januar 1442 wurde die Teilung, die ursprünglich auf vier Jahre befristet worden war, mit etwas veränderten Territorialgrenzen  als unbegrenzte Teilung festgeschrieben. Mit diesem Vertrag setzten sich die beiden Grafen über den württembergischen Hausvertrag von 1361 hinweg, der gemäß der Goldenen Bulle die Grundsätze der Unteilbarkeit und Unveräußerlichkeit auch für Württemberg geltend gemacht hatte.
Der Nürtinger Vertrag spaltete die Grafschaft Württemberg dauerhaft in zwei Teile. Der Stuttgarter Teil unter Ulrich V. umfasste unter anderem die Städte Cannstatt, Göppingen, Marbach, Neuffen, Nürtingen, Schorndorf, Waiblingen und Balingen; zum Uracher Teil unter Ludwig I. gehörten unter anderem die Städte Calw, Herrenberg, Leonberg, Münsingen, Tuttlingen und Tübingen. 
Die Landesteilung brachte nicht nur zwei voneinander unabhängige Herrschaftsgebiete mit sich, sondern auch zwei Grafenhöfe in Stuttgart und in Urach. Beide Höfe verfügten über unterschiedliche Ausgangssituationen. Während Ulrich V. über den etablierten Hof in Stuttgart verfügen konnte, musste Ludwig I. in Urach erst eine Residenz erbauen. Trotz der Landesteilung waren die folgenden vierzig Jahre bis zur Wiedervereinigung 1482 von gegenseitiger Einflussnahme geprägt, was aufgrund der räumlichen und verwandtschaftlichen Nähe der Höfe nicht ausbleiben konnte.
Die Teilung Württembergs wurde mit dem Münsinger Vertrag vom 14. Dezember 1482 und dem Esslinger Vertrag von 1492 wieder aufgehoben.